# London Business School
La London Business School (LBS) è una prestigiosa scuola universitaria britannica di specializzazione in economia aziendale e finanza appartenente alla federazione dell'Università di Londra. Rilascia lauree di secondo livello (master's degree) e dottorati (PhD) ed è considerata tra le migliori scuole di finanza al mondo. La sede è nei pressi di Regent's Park.

## Storia
Su indicazione di un rapporto governativo che raccomandava l'istituzione di una scuola di specializzazione universitaria in economia aziendale analoga alla Harvard Business School, la London Business School venne fondata nel 1964 all'interno del sistema dell'Università di Londra, ma dotata di più ampia autonomia.
La scuola offre programmi a tempo pieno e a tempo parziale per il conseguimento di MBA, lauree magistrali e dottorati di ricerca in economia aziendale e finanza. L'ateneo ha oltre 35.000 alunni in più di 135 paesi. All'anno, si diplomano più di 1.800 studenti l'anno da oltre 130 paesi e sono tipicamente cercati dalle seguenti aziende:
- Finanza - Goldman Sachs, J.P. Morgan, UBS, Morgan Stanley, Credit Suisse, Citi, Barclays, Deutsche Bank, Bank of America Merrill Lynch.
- Consulenza- McKinsey & Company, The Boston Consulting Group, Booz & Company, Bain & Company, A.T. Kearney, Oliver Wyman.
- Industria - Google, American Express, Amazon.com, Microsoft, Shell, Johnson & Johnson, BP.

## Classifiche
La London Business School è considerata tra le migliori business school in Europa ed una delle migliori dieci al mondo. Il processo di ammissione è molto selettivo, rendendo l'ingresso alla stessa un processo particolarmente competitivo.
Nelle graduatorie internazionali per il 2014, LBS è classificata al 3º posto a livello mondiale (1º posto in Europa) dal Financial Times, e all'11º posto mondiale (3º posto in Europa) dall'The Economist.

## MBA
London Business School propone il proprio MBA in diversi formati :
- Full-Time MBA
- Executive MBA (a Londra e a Dubai)
- EMBA Global Americas and Europe (in collaborazione con la Columbia University
- EMBA Global Asia (in collaborazione con l'Università di Hong Kong)

La scuola propone inoltre i seguenti programmi di studi
- Sloan Masters in Leadership and Strategy
- Master in Finance
- Master in Management

## Dottorati di ricerca
La London Business School offre un programma di dottorato di ricerca a tempo pieno di durata pari a circa 5 anni in sette discipline: Contabilità, Economia, Finanza, Scienze manageriali, Marketing, Comportamento organizzativo, e management strategico e internazionale.